# Montazah-Palast

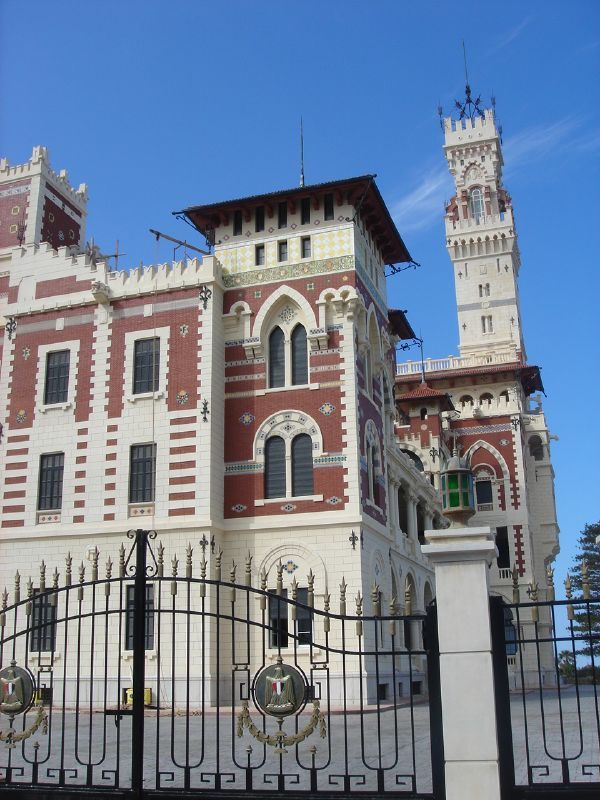
Montaza

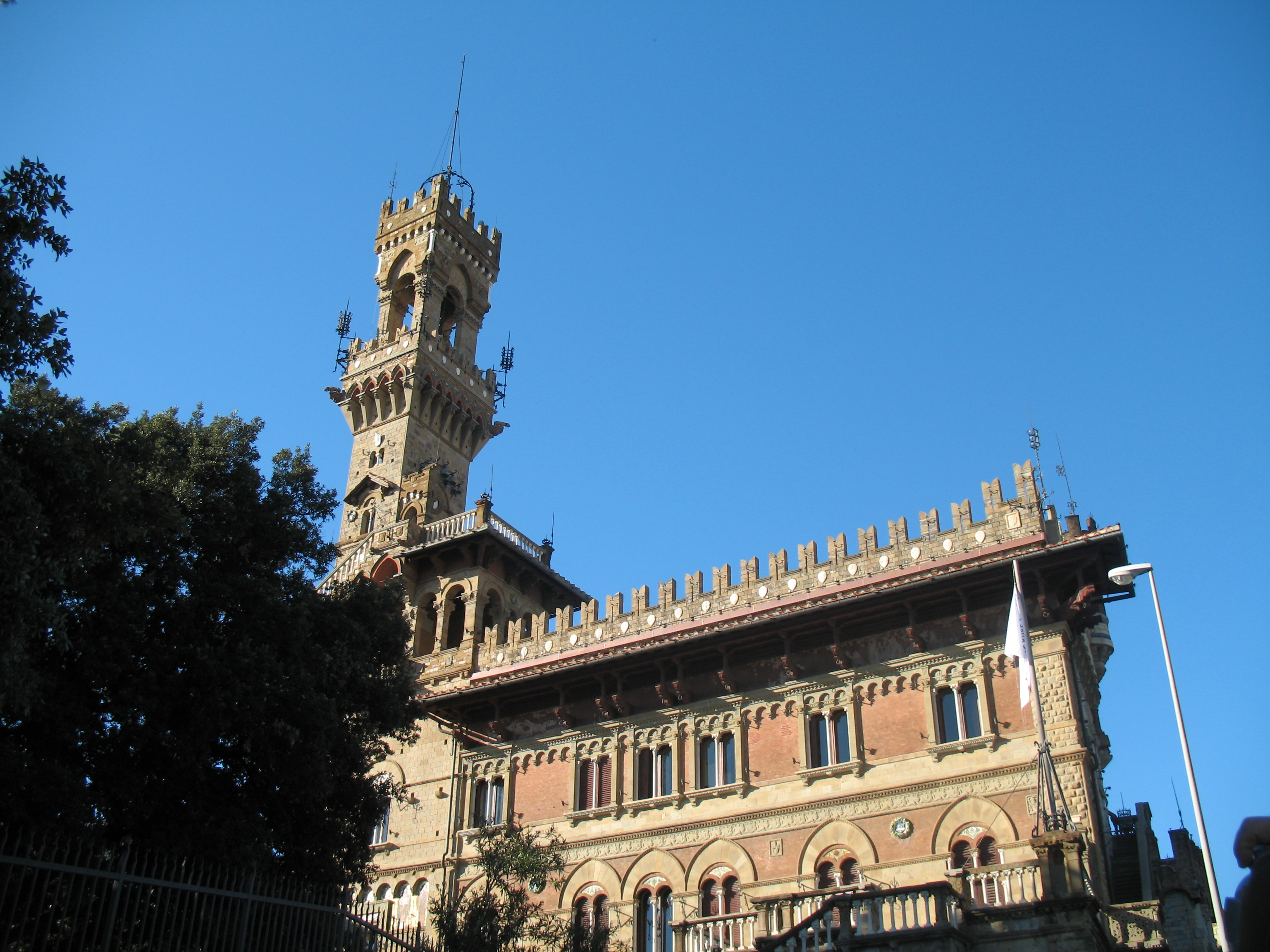
Castello Mackenzie

Der Montazah-Palast (arabisch قصر المنتزه, DMG Qaṣr al-Muntazah, englisch Montazah Palace) ist ein Palast im Stil des Eklektizismus  in Alexandria. Das Gebäude wurde 1923 bis 1928 vom italienischen Architekten Ernesto Verrucci (1874–1945) nach dem Vorbild des Castello Mackenzie in Genua erbaut.

## Geschichte
Der Palast wurde 1923 bis 1928 von Muhammad Ali Pasha als Sommerresidenz für seine Familie gebaut, um die heißen Sommermonate zu verbringen. Architekt war Ernesto Verrucci. Später diente der Montazah-Palast als Sommerresidenz der königlichen Familie.

## Beschreibung
Der Palast befindet sich am Nordrand der gleichnamigen "al-Montazah-Gärten" auf einem Hochplateau am Strand von Alexandria. Er wurde im französischen und osmanisch-islamischen Stil erbaut.
Der Palast ist umgeben von Gärten und Wäldern auf einer Fläche von 370 Hektar. Im Garten des Palasts befinden sich Blumenbeete, Pflanzen und Bäume, Spielplätze, ein Kindergarten, ein Sommertheater und ein Meeressportzentrum.